# アイク・バリンホルツ
アイク・バリンホルツ（Ike Barinholtz,  1977年2月18日 - ）は、アメリカ合衆国の俳優、コメディアンである。

## 来歴
1977年、イリノイ州シカゴに生まれる。ユダヤ系の家庭だった。俳優になる前は政治家になることを夢見ていた。地元シカゴの高校を卒業後、ボストンの大学へ進学したが、中退しコメディアンとしてのキャリアをスタート。シカゴを拠点とする即興コメディ集団の「Boom Chicago」に所属し、アムステルダムへ2年滞在した経験もある。
2001年、ナオミ・ワッツ出演のホラー映画『ダウン』の端役で映画デビュー。翌2002年にはフォックス・チャンネルで放送のコメディ番組『マッドTV!』のレギュラーキャストとして出演をスタートさせ、徐々にコメディアンとして広く認知されるようになった。その後は順調にキャリアを重ねており、近年ではセス・ローゲンとザック・エフロン主演のコメディ映画『ネイバーズ』への出演でも知られている。作中ではマーク・ウォールバーグ、バラク・オバマなどの物まねも披露している。

## 作品

### 映画
- ダウン Down (2001)
- Bunny Whipped (2007)
- Twisted Fortune (2007)
- ほぼ300 Meet the Spartans (2008)
- ディザスター・ムービー!おバカは地球を救う Disaster Movie (2008)
- Lock and Roll Forever (2008)
- 精神科医ヘンリー・カーターの憂欝 Shrink (2009)
- 彼氏と彼女の不都合なセックスのこと! How to Make Love to a Woman (2010)
- ほぼトワイライト Vampires Suck (2010)
- Inventing Adam (2013)
- ネイバーズ Neighbors (2014)
- シスターズ Sisters (2015)
- ネイバーズ2 Neighbors 2: Sorority Rising (2016)
- アングリーバード The Angry Birds Movie (2016) ※声の出演
- セントラル・インテリジェンス Central Intelligence (2016) ※脚本・原案のみ
- スーサイド・スクワッド Suicide Squad (2016)
- クレイジー・バカンス ツイてない女たちの南国旅行 Snatched (2017)
- ザ・シークレットマン Mark Felt: The Man Who Brought Down the White House (2017)
- ブライト Bright (2017)
- ブロッカーズ Blockers (2018)
- レイトナイト 私の素敵なボス Late Night (2019)
- ザ・ハント The Hunt (2020)
- モキシー 〜私たちのムーブメント〜 Moxie (2021) ※Netflix映画

### テレビシリーズ
- マッドTV! MADtv (2002-2007)
- チルドレンズホスピタル Childrens Hospital (2011)
- NTSF:SD:SUV:: NTSF:SD:SUV:: (2012)
- The Mindy Project (2012 - 2016)
- ドランク・ヒストリー Drunk History (2013)
- High School USA! (2013)
- チョーズン:選択の行方 Chozen (2014)
- ザ・スタジオ The Studio (2025)

### テレビアニメ
- ファミリー・ガイ Family Guy (2008)
- The Awesomes (2013-2015)
- アメリカン・ダッド American Dad! (2014)